# Принц (фильм, 2025)
«Принц» (англ. The Prince) — будущая американская драма режиссёра Кэмерона Ван Хоя по сценарию Дэвида Мэмета. Главные роли исполнили Скотт Хейз и Николас Кейдж.

## Сюжет
В основе сюжета фильма «возмутительная история Паркера Скотта (Хейз), наркомана, жаждущего острых ощущений без остановки, правящего привилегированным миром, где удовольствие — ценится превыше всего, а достигнутого никогда не бывает достаточно».

## В ролях
- Скотт Хейз — Паркер
- Николас Кейдж
- Дж. К. Симмонс
- Джанкарло Эспозито
- Энди Гарсия
- Саймон Рекс
- Инанна Саркис
- Уэйн Брэйди
- Джордж Ньюберн
- Беверли Д’Анджело
- Пол Касселл
- Кортни Картер

## Производство
В июне 2024 года главные роли в фильме получили Хейз, Кейдж, Симмонс, Эспозито и Гарсия. Автором сценария стал Дэвид Мэмет. В июле того же года было объявлено, что в фильме снимаются Рекс, Саркис, Брэйди, Ньюберн, Д’Анджело, Касселл и Картер.
В августе 2024 года стало известно, что фильм находится на стадии постпроизводства.